# 大分市立吉野中学校
大分市立吉野中学校（おおいたしりつ よしのちゅうがっこう）は、大分県大分市大字辻にある公立中学校。

## 概要
吉野中学校がある吉野地区は、大分市の南東端に位置し、臼杵市と隣接しており、梅園や吉野鶏めしが有名である。
過疎化及び高齢化の進展によって生徒数は減少傾向にあったが、近年、校区内に2つの住宅団地が開発されたことにより増加に転じている。その一方で、生徒のほとんどは新たに開発された団地に住んでおり、地域との交流が少ないという新たな課題も生まれている。現在の生徒数は生徒数は約150人で、総学級数は5学級である。
本校の校区は吉野小学校と共通しており、本校への入学生はほとんどが吉野小学校の卒業生である。

## 沿革
- 1954年（昭和29年）4月 - 吉野村が合併して大南町となったのに伴い、大南町立吉野中学校となる
- 1963年（昭和38年）3月 - 大南町が合併し大分市となったのに伴い、大分市立吉野中学校となる

## 部活動
- 卓球部（男子・女子）
- 陸上部
- 美術部
- 女子バスケットボール

## 校訓
- 自主
- 誠実
- 健康

## 通学区域
福良、吉野原、宮尾、月形、辻、杉原、奥、萩尾、志津留

## アクセス
- バス：大分バス吉野バス停下車